# Otmuchów

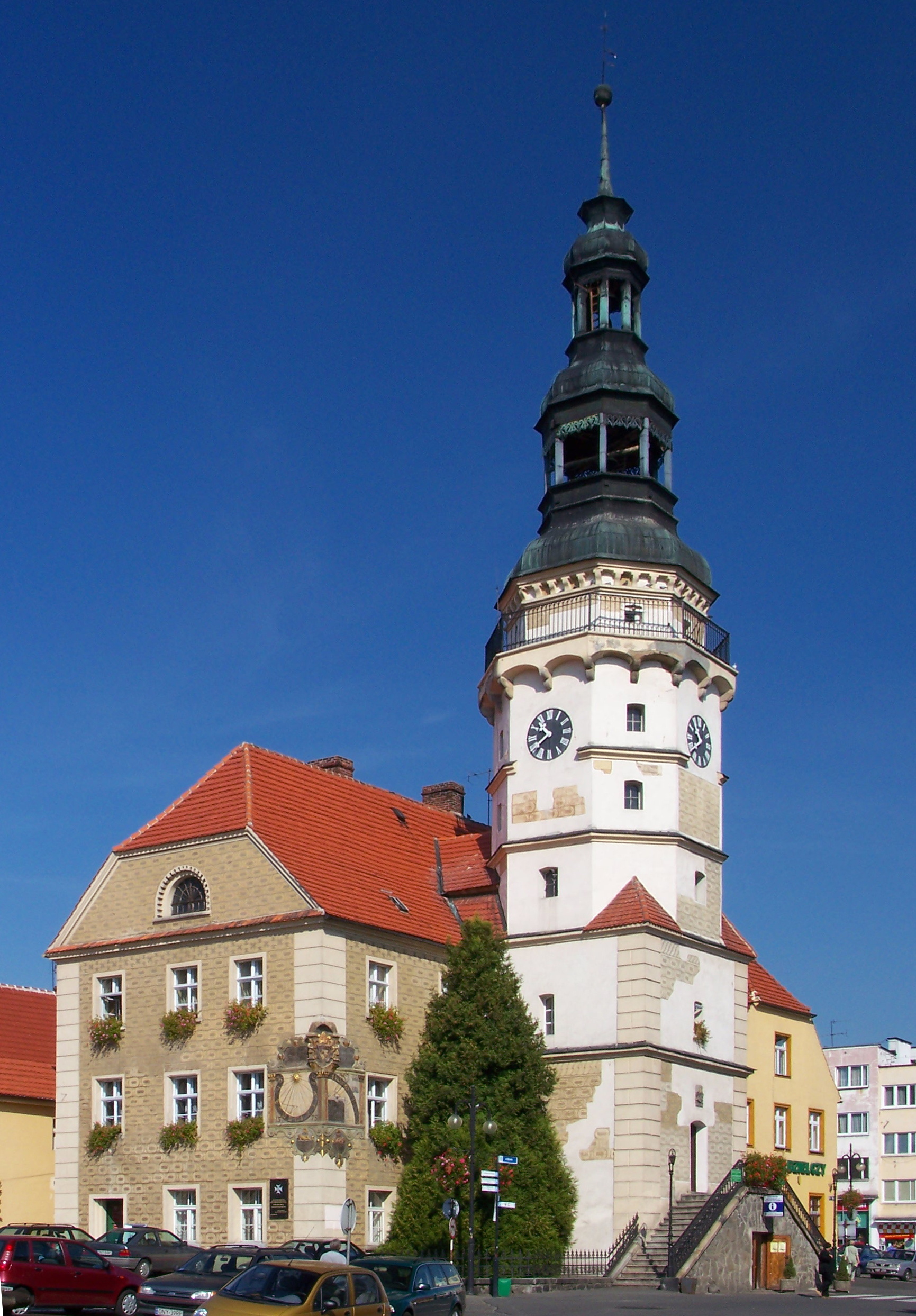
Otmuchów

Otmuchów este un oraș în Polonia.